# Eretmodus cyanostictus
Eretmodus cyanostictus – gatunek słodkowodnej ryby okoniokształtnej z rodziny pielęgnicowatych (Cichlidae).
Gatunek endemiczny, szeroko rozprzestrzeniony w południowej części jeziora Tanganika w Afryce Wschodniej. Przebywa w wąskim, kilkumetrowym pasie wody przybrzeżnej. 
Głównym pokarmem są glony zeskrobywane ze skał.